# Миодраг Рајковић
Миодраг Рајковић (рођен 8. марта 1971. у Београду) је српски кошаркашки тренер. Од 2012. до 2015. године је био главни тренер пољског клуба Туров Згожелец (пољ. Turów Zgorzelec).

## Каријера
Тренерску каријеру је започео 1994. године у КК Тадић из Београда. Након тога је био помоћни тренер у КК Раднички из Београда. На функцији помоћног тренера у више тимова је био све до 2004. године када је постао главни тренер Радничког из Београда. Од тада је био тренер Хемофарма, Шлонск Вроцлава (пољ. Śląsk Wrocław) и од 2012. године Турова Згожелец.
У сезони 2012/13. је са Туровом освојио друго место у Првој лиги Пољске у кошарци.

## Клубови
- 1994-1995: КК Тадић
- 1995-2000: КК Раднички
- 2001-2001: КК Црвена звезда Београд
- 2002-2003: КК Војводина
- 2004-2005: КК Раднички
- 2006-2008: КК Хемофарм
- 2011-2012: КК Шлонск Вроцлав
- 2012-2015: КК Туров Згожелец